# 髙瀨寧
髙瀨 寧（たかせ やすし、1957年6月18日 - ）は、日本の外交官。外務省中南米局長、駐メキシコ特命全権大使を経て、駐ラトビア特命全権大使。

## 人物・経歴
神奈川県出身。1982年東京大学法学部卒、外務省入省。第1希望を英語、第2希望をスペイン語とし、スペイン語研修に選ばれ、1985年マドリッド外交官学校卒業。在インドネシア大使館、在スペイン大使館、外務省中南米局中南米第二課長、国連代表部公使、ジュネーブ国際機関代表部公使などを経て、2009年在メキシコ日本国大使館公使。外務省中南米局兼経済局審議官等を経て、2013年リオデジャネイロ総領事。2014年外務省中南米局長。外務省大臣官房付を経て、2017年駐メキシコ特命全権大使。2021年駐ラトビア特命全権大使。

## 同期入省
- 秋葉剛男（21年国家安全保障局長・18年外務事務次官）
- 伊藤伸彰（16年ウズベキスタン大使）
- 岡浩（21年エジプト大使・19年マレーシア大使・16-17年トルコ大使）
- 斎木尚子（17年外務省研修所長・15年国際法局長）
- 嶋崎郁（20年ヨルダン大使・17年チェコ大使）
- 能化正樹（21年駐スウェーデン大使・18年駐エジプト大使）
- 髙岡望（21年カメルーン大使）
- 林肇（20年英国大使・19年内閣官房副長官補・17年ベルギー大使）
- 引原毅（19年ウィーン代表部大使・15年ラオス大使）
- 藤村和広（22年フィンランド大使・18年キューバ大使）
- 星山隆（22年ボツワナ大使）
- 柳秀直（20年ドイツ大使・17年ヨルダン大使）
- 新井辰夫（18年セネガル大使・15年ジブチ大使）
- 岩藤俊幸（17年ジンバブエ大使）
- 倉光秀彰（21年モロッコ大使・18年コートジボワール大使）
- 中山泰則（20年ギリシャ大使）
- 平木塲弘人（18年外務省研修所副所長）
- 山田淳（2021年カザフスタン大使・2018年アルメニア大使）
- 山本条太（21年オマーン大使・19年関西担当大使・16年フィンランド大使）
- 松田邦紀（2021年ウクライナ大使・2018年パキスタン大使）